# Nedre Ulleruds distrikt
Nedre Ulleruds distrikt är ett distrikt i Forshaga kommun och Värmlands län. Distriktet ligger omkring Deje i mellersta Värmland.

## Tidigare administrativ tillhörighet
Distriktet inrättades 2016 och utgörs av Nedre Ulleruds socken i Forshaga kommun.
Området motsvarar den omfattning Nedre Ulleruds församling hade vid årsskiftet 1999/2000.

## Tätorter och småorter
I Nedre Ulleruds distrikt finns en tätorter och fem småorter.

### Tätorter
- Deje

### Småorter
- Mölnbacka
- Tjärnheden (del av)
- Tången-Rudshult
- Visterud
- Östra Deje